# Prusy
Pour les articles homonymes, voir Prusy (homonymie).
Prusy est une commune française située dans le département de l'Aube en région Grand Est.

## Géographie
| Vanlay     |       | Vallières |
|            | Prusy |           |
| Coussegrey |       | Chesley   |

Le cadastre de 1830 donnait au territoire : les Murats, Saint-Roch, Thorey, Vallières.
La première forme de son nom est Pruriacus.

### Hydrographie

#### Réseau hydrographique
La commune est dans la région hydrographique « la Seine de sa source au confluent de l'Oise (exclu) » au sein du bassin Seine-Normandie. Elle est drainée par le ru de Bernon,.
Le Ru de Bernon, d'une longueur de 22 km, prend sa source dans la commune de Chesley et se jette  dans l'Armance à Chessy-les-Prés, après avoir traversé cinq communes.

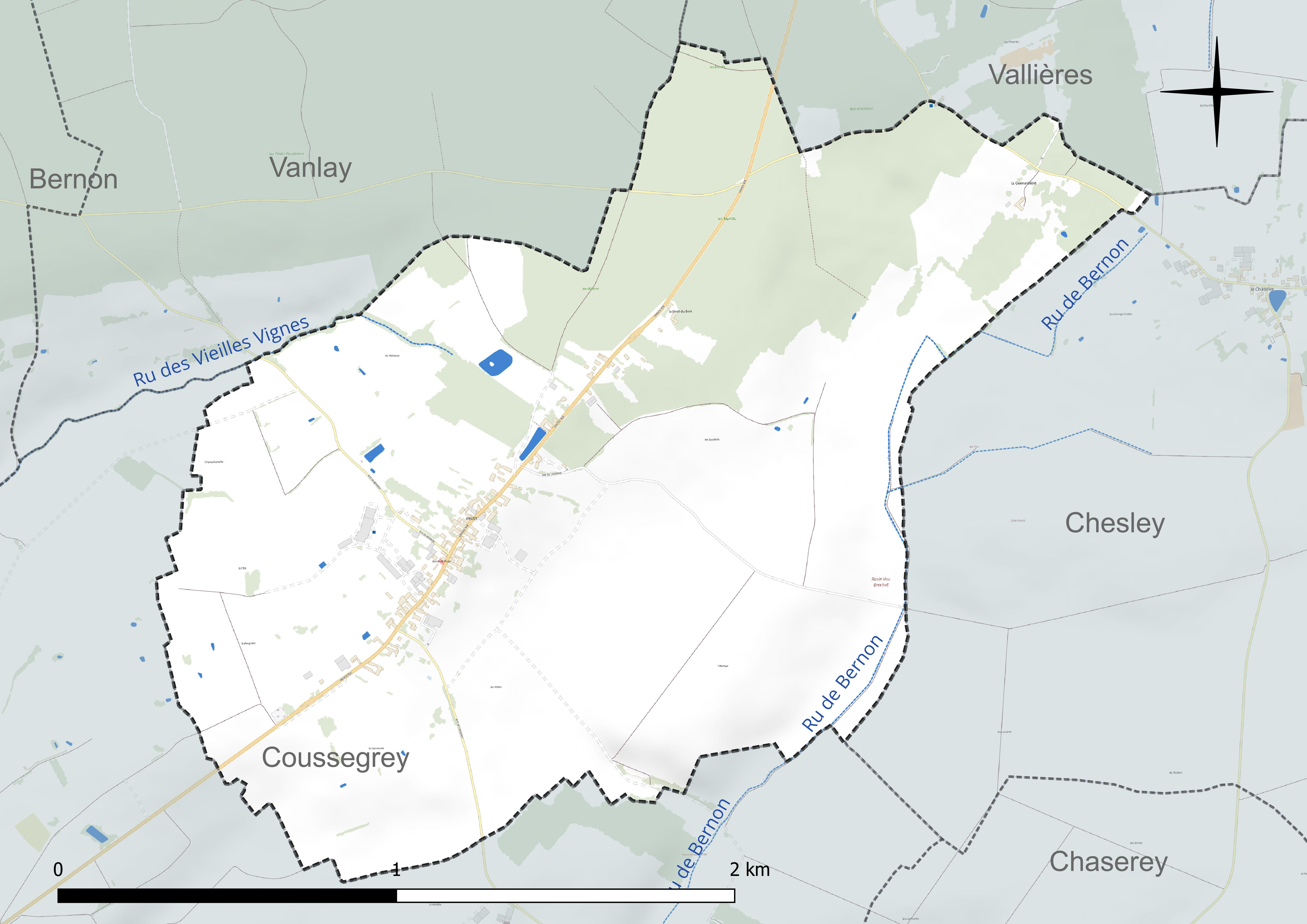
Réseau hydrographique de Prusy.

#### Gestion et qualité des eaux
Le territoire communal est couvert par le schéma d'aménagement et de gestion des eaux (SAGE) « Armançon ». Ce document de planification concerne le territoire du bassin versant de l'Armançon qui s’étend sur 3 100 km2 et se répartit sur trois départements (l'Aube, l'Yonne et la Côte-d'Or). Il a été approuvé le 6 mai 2013. La structure porteuse de l'élaboration et de la mise en œuvre est le syndicat mixte du bassin versant de l'Armançon (SMBVA).
La qualité des cours d’eau peut être consultée sur un site dédié géré par les agences de l’eau et l’Agence française pour la biodiversité.

### Climat
Pour des articles plus généraux, voir Climat du Grand Est et Climat de l'Aube.
En 2010, le climat de la commune est de type climat océanique dégradé des plaines du Centre et du Nord, selon une étude du Centre national de la recherche scientifique s'appuyant sur une série de données couvrant la période 1971-2000. En 2020, Météo-France publie une typologie des climats de la France métropolitaine dans laquelle la commune est exposée à un climat océanique altéré et est dans la région climatique Lorraine, plateau de Langres, Morvan, caractérisée par un hiver rude (1,5 °C), des vents modérés et des brouillards fréquents en automne et hiver.
Pour la période 1971-2000, la température annuelle moyenne est de 10,7 °C, avec une amplitude thermique annuelle de 16 °C. Le cumul annuel moyen de précipitations est de 811 mm, avec 12,2 jours de précipitations en janvier et 8,4 jours en juillet. Pour la période 1991-2020, la température moyenne annuelle observée sur la station météorologique de Météo-France la plus proche, « Chessy-les-Prés_sapc », sur la commune de Chessy-les-Prés à 11 km à vol d'oiseau, est de 11,2 °C et le cumul annuel moyen de précipitations est de 756,5 mm. 
La température maximale relevée sur cette station est de 41,4 °C, atteinte le 25 juillet 2019 ; la température minimale est de −22,2 °C, atteinte le 2 janvier 1997,,.
Les paramètres climatiques de la commune ont été estimés pour le milieu du siècle (2041-2070) selon différents scénarios d'émission de gaz à effet de serre à partir des nouvelles projections climatiques de référence DRIAS-2020. Ils sont consultables sur un site dédié publié par Météo-France en novembre 2022.

## Urbanisme

### Typologie
Au 1er janvier 2024, Prusy est catégorisée commune rurale à habitat très dispersé, selon la nouvelle grille communale de densité à 7 niveaux définie par l'Insee en 2022.
Elle est située hors unité urbaine. Par ailleurs la commune fait partie de l'aire d'attraction de Tonnerre, dont elle est une commune de la couronne,. Cette aire, qui regroupe 38 communes, est catégorisée dans les aires de moins de 50 000 habitants,.

### Occupation des sols
L'occupation des sols de la commune, telle qu'elle ressort de la base de données européenne d’occupation biophysique des sols Corine Land Cover (CLC), est marquée par l'importance des territoires agricoles (68 % en 2018), une proportion identique à celle de 1990 (68 %). La répartition détaillée en 2018 est la suivante : 
terres arables (37,3 %), prairies (30,7 %), forêts (25,5 %), zones urbanisées (6,4 %). L'évolution de l’occupation des sols de la commune et de ses infrastructures peut être observée sur les différentes représentations cartographiques du territoire : la carte de Cassini (XVIIIe siècle), la carte d'état-major (1820-1866) et les cartes ou photos aériennes de l'IGN pour la période actuelle (1950 à aujourd'hui).

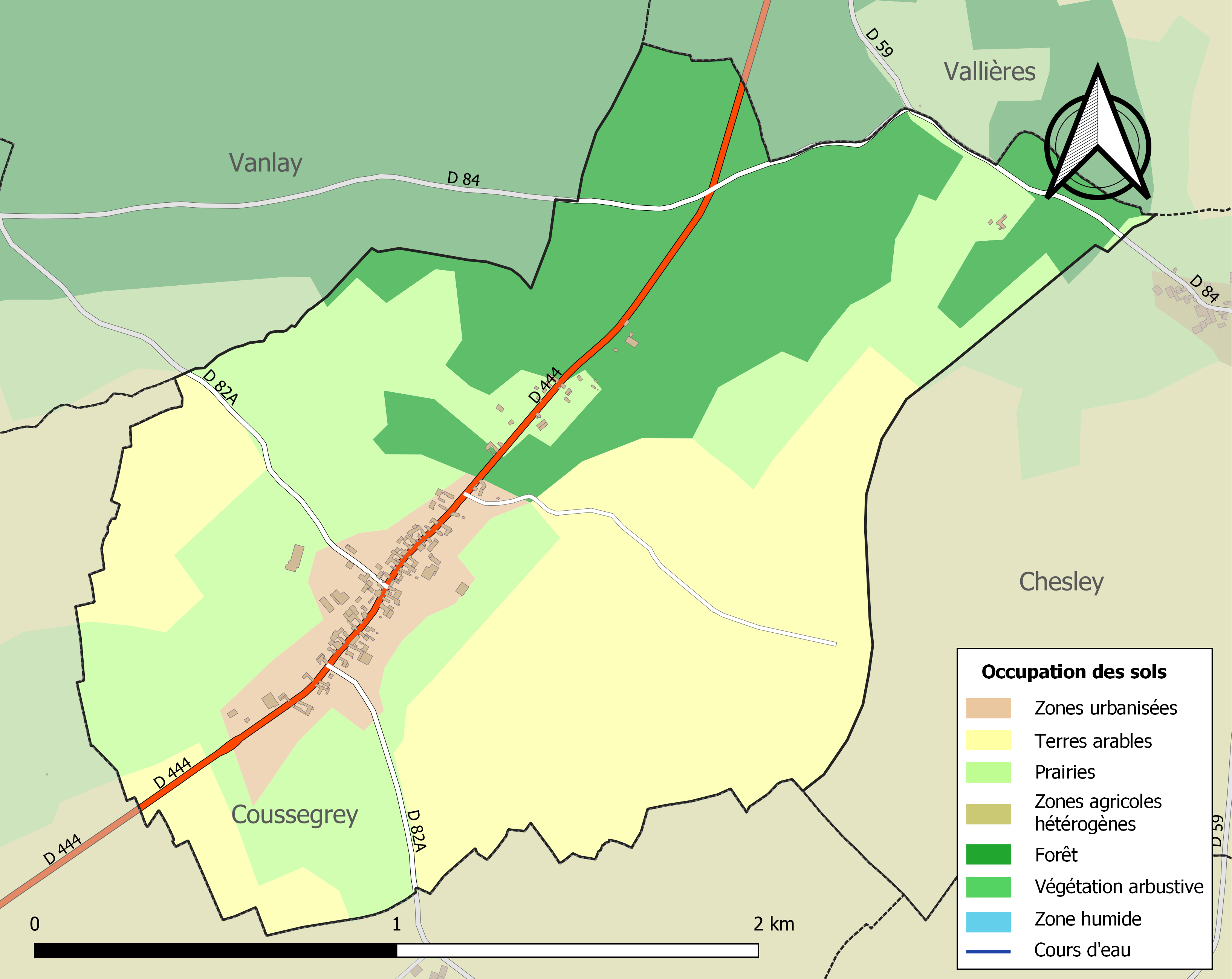
Carte des infrastructures et de l'occupation des sols de la commune en 2018 (CLC).

## Histoire
Village fort ancien qui était nommé en 877 par une donation  de Charles le Chauve à Baudry. Elle avait comme seigneur Etienne de Melisey et sa femme qui donnaient en 1220 tout ce qu'ils possédaient à Coussegrey, Prusy et Chasserey en hommes, terres et cens à l'abbaye de Quincy. En 1770, la terre appartenait au marquis de Tanlay, Jean Thévenin.
En 1789, le village faisait partie de la commune de Coussegrey, dépendait donc de l'intendance et de la généralité de Paris, de l'élection de Tonnerre et du bailliage de Sens ; elle était aussi le siège d'une prévôté seigneuriale de Tonnerre.

## Politique et administration
| Période                                  | Période   | Identité              | Étiquette | Qualité              |
| ---------------------------------------- | --------- | --------------------- | --------- | -------------------- |
| mars 1989                                | mars 2001 | M. Jacques Mougenot   | DVD       | Cadre                |
| 2001                                     | 2007      | M. Bernard Dilhi      |           |                      |
| 2007                                     | 2014      |                       |           |                      |
| mars 2014                                | En cours  | M. Jean-Louis Millard | DVD       | Agriculteur retraité |
| Les données manquantes sont à compléter. |           |                       |           |                      |

Le conseil municipal de Prusy a refusé, deux années consécutives, d’approuver le budget primitif de la commune.
À la suite de la saisine de la chambre régionale des comptes de Champagne-Ardenne le budget primitif 2010 a été réglé par le préfet de l’Aube par arrêté du 17 juin 2010.
Le conseil municipal n’a pu adopter le 21 avril 2011, faute de quorum, le budget primitif 2011 et que la chambre régionale des comptes de Champagne-Ardenne a été saisie le 5 mai 2011.
Par conséquent, le conseil municipal de Prusy a été dissous par décret du 8 juillet 2011, paru au Journal Officiel le 9 juillet 2011.

## Démographie
L'évolution du nombre d'habitants est connue à travers les recensements de la population effectués dans la commune depuis 1793. Pour les communes de moins de 10 000 habitants, une enquête de recensement portant sur toute la population est réalisée tous les cinq ans, les populations de référence des années intermédiaires étant quant à elles estimées par interpolation ou extrapolation. Pour la commune, le premier recensement exhaustif entrant dans le cadre du nouveau dispositif a été réalisé en 2007.

En 2022, la commune comptait 88 habitants, en évolution de −8,33 % par rapport à 2016 (Aube : +0,7 %, France hors Mayotte : +2,11 %).
| 1793 | 1800 | 1806 | 1821 | 1831 | 1836 | 1841 | 1846 | 1851 |
| ---- | ---- | ---- | ---- | ---- | ---- | ---- | ---- | ---- |
| 135  | 150  | 150  | 160  | 181  | 193  | 197  | 199  | 203  |

| 1856 | 1861 | 1866 | 1872 | 1876 | 1881 | 1886 | 1891 | 1896 |
| ---- | ---- | ---- | ---- | ---- | ---- | ---- | ---- | ---- |
| 202  | 213  | 222  | 217  | 213  | 189  | 191  | 190  | 186  |

| 1901 | 1906 | 1911 | 1921 | 1926 | 1931 | 1936 | 1946 | 1954 |
| ---- | ---- | ---- | ---- | ---- | ---- | ---- | ---- | ---- |
| 189  | 195  | 172  | 158  | 166  | 159  | 148  | 144  | 132  |

| 1962 | 1968 | 1975 | 1982 | 1990 | 1999 | 2006 | 2007 | 2012 |
| ---- | ---- | ---- | ---- | ---- | ---- | ---- | ---- | ---- |
| 125  | 110  | 101  | 101  | 102  | 109  | 106  | 106  | 102  |

| 2017 | 2022 | - | - | - | - | - | - | - |
| ---- | ---- | - | - | - | - | - | - | - |
| 94   | 88   | - | - | - | - | - | - | - |

## Lieux et monuments
• Aire de repos Saint-Roch avec son plan d'eau.
- Chapelle Saint-Roch qui dépend de la paroisse de Coussegrey.

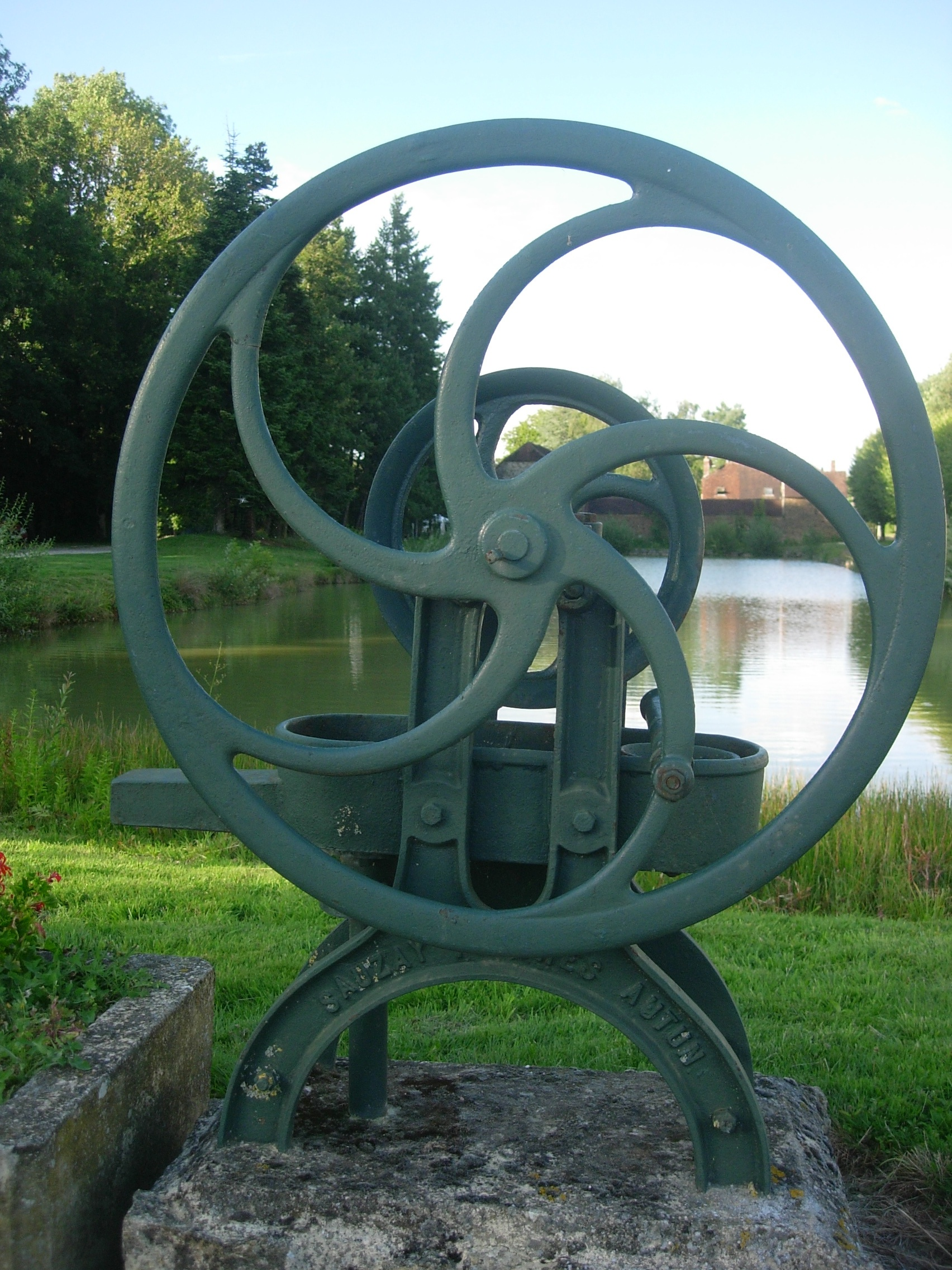
Le plan d'eau de l'aire de Saint-Roch.
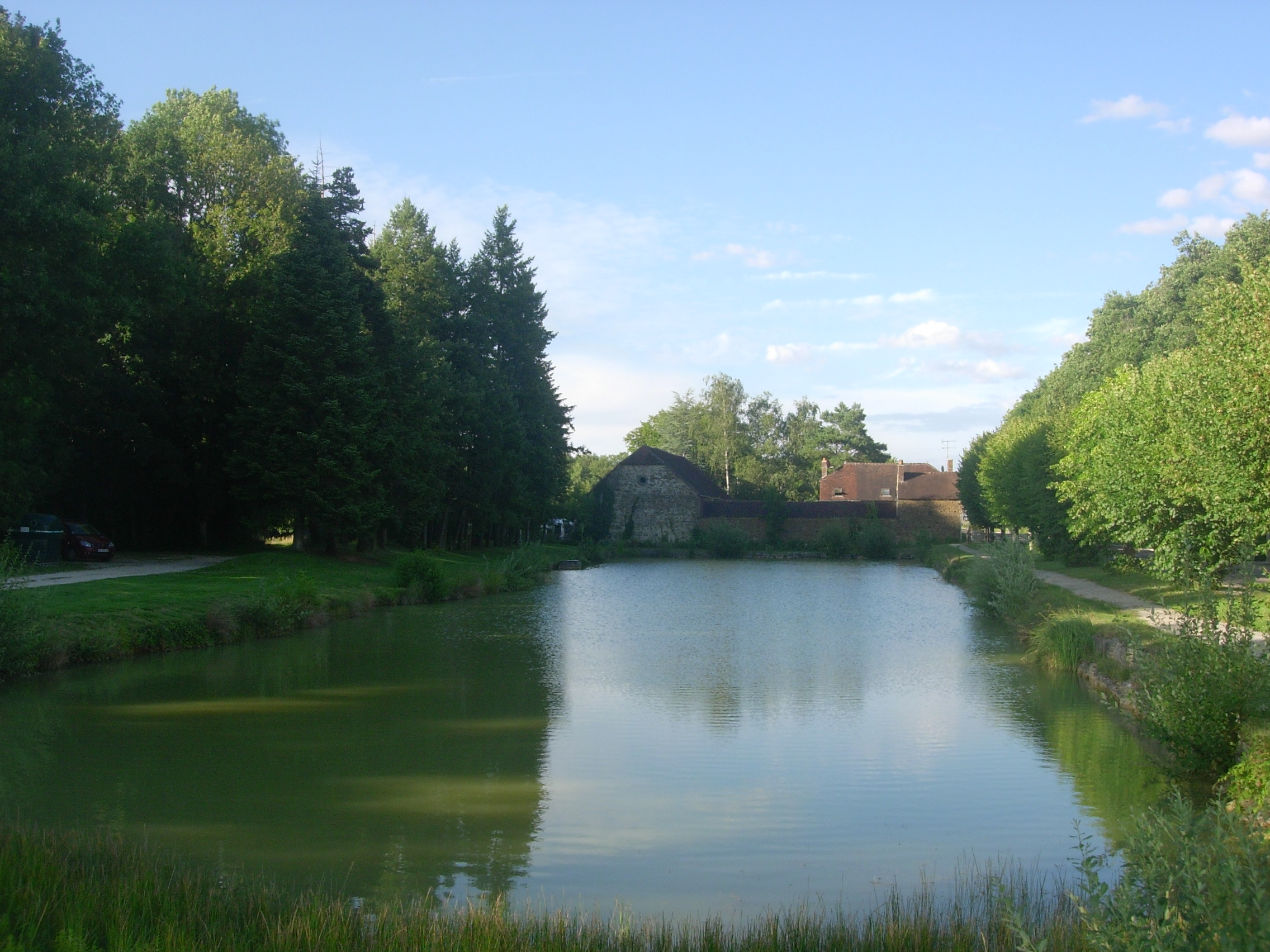
Le plan d'eau de l'aire de Saint-Roch.
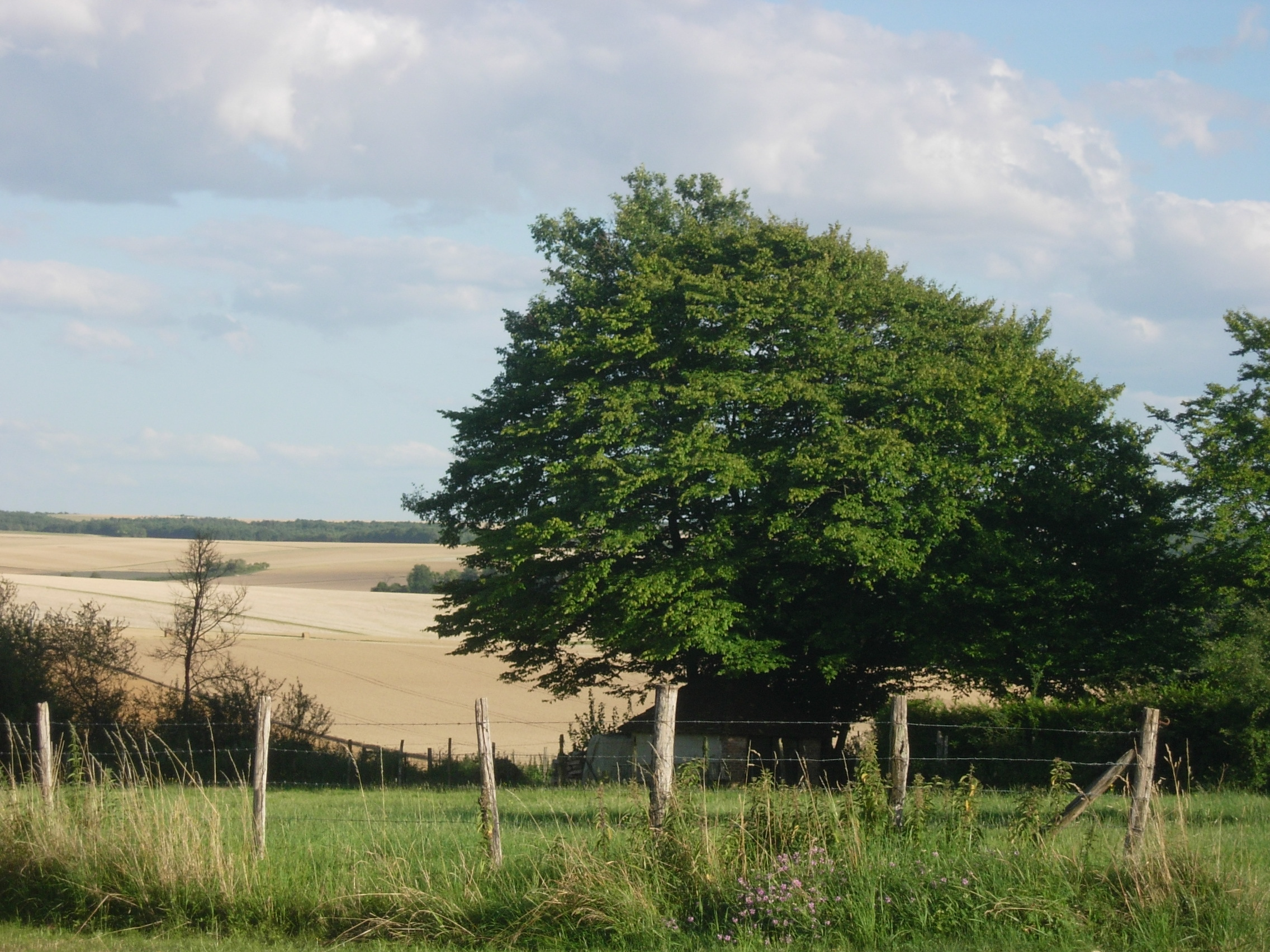
Les champs, prés et vergers depuis Prusy.